# Heartwork
Heartwork je četvrti studijski album britanskog ekstremnog metal sastava Carcass. Diskografska kuća Earache Records objavila ga je 18. listopada 1993. u Ujedinjenom Kraljevstvu, a u SAD-u ga je 11. siječnja 1994. objavio Columbia Records, čime je postao jedini uradak skupine koji je objavio neki veći izdavač. Nazvan je "prijelomnim" uratkom i "remek-djelom srednjeg doba", ali i jednim od najznačajnijih albuma u žanru melodičnog death metala. Pojavio se na 67. mjestu britanske ljestvice albuma.

## O albumu
Jedini je Carcassov album na kojem je svirala ista postava kao i na prijašnjem uratku. Članovi sastava bili su svjesni da bi im melodičnost pjesama na uratku mogla omogućiti proboj u glavnu glazbenu struju i priskrbiti im ugovor s većim izdavačem. Zapravo su već bili u pregovorima s Earache Recordsom i Columbia Recordsom za ekskluzivni ugovor za sjevernoameričko tržište, što im je bio dodatan poticaj. U svibnju 1993. skupina je otišla u Parr Street Studios u Liverpoolu i do lipnja je snimala uradak s producentom Colinom Richardsonom. Tijekom snimanja došlo je do nesuglasica među članovima, zbog čega je gitarist Michael Amott napustio sastav nakon završetka snimanja i naknadno je osnovao skupinu Spiritual Beggars, a u Carcassu ga je privremeno zamijenio Mike Hickey. Earache Records objavio je album 18. listopada 1993. u Europi, dok ga je u siječnju 1994. u Sjevernoj Americi objavio Columbia Records. Nije ispunio komercijalna očekivanja; pojavio se na 67. mjestu britanske glazbene ljestvice i 23. mjestu američke ljestvice Top Heatseekers, ali nije se pojavio na ljestvici Billboard 200. Iako je skupina slabiji komercijalni uspjeh pripisala manjku podrške Earache Recordsa, Earache je izjavio da je za to zapravo kriv neuobičajeno visok udio prihoda skupine (50 %) zbog kojeg nije raspolagao s dovoljno novca kojim bi financirao objavu singla i tako podržao komercijalni uspjeh uratka.
Skulpturu prikazanu na omotu, "Life Support 1993", dizajnirao je H. R. Giger; radi se o novijoj inačici skulpture koju je izradio krajem 1960-ih.
U The Pathologist's Reportu gitarist Bill Steer tvrdi da mu je Heartwork omiljeni Carcassov album. Skupina Carnal Forge nazvala se po pjesmi s Heartworka.
Prodano je barem 81.000 primjeraka albuma. Objavljen je i istoimeni singl na kojem se nalaze naslovna pjesma i pjesme koje se nisu pojavile na samom uratku, "This is Your Life" i "Rot 'n' Roll".

## Popis pjesama
Tekstovi: Jeff Walker. 
| 1.    | »Buried Dreams«            | Bill Steer           | 3:59 |
| 2.    | »Carnal Forge«             | Steer, Michael Amott | 3:55 |
| 3.    | »No Love Lost«             | Steer                | 3:23 |
| 4.    | »Heartwork«                | Steer, Amott         | 4:33 |
| 5.    | »Embodiment«               | Amott, Steer         | 5:36 |
| 6.    | »This Mortal Coil«         | Steer, Amott         | 3:50 |
| 7.    | »Arbeit macht Fleisch«     | Steer                | 4:22 |
| 8.    | »Blind Bleeding the Blind« | Steer                | 4:57 |
| 9.    | »Doctrinal Expletives«     | Steer, Amott         | 3:39 |
| 10.   | »Death Certificate«        | Amott, Steer         | 3:41 |
| 41:55 |                            |                      |      |

## Recenzije
Johnny Loftus, glazbeni recenzent s mrežnog mjesta AllMusic, dodijelio mu je četiri i pol zvjezdice od njih pet, nazvao ga prijelomnim uratkom pionira grindcorea i dodao da ga čini spoj melodije i "antiglazbe" tipične za Carcass; izjavio je i da "bi određeni čistunci mogli osuditi melodične dijelove u solažama ili pomake prema konvencionalnim strukturama[,] ali Heartwork spada u rijetke albume na kojima se tako pažljivo secira i ponovno sastavlja izvorni oblik da se čini kako su dodatni dijelovi tijela oduvijek bili ondje." Godine 2013. Hank Schteamer iz Pitchforka nazvao ga je Carcassovim "remek-djelom srednjeg dijela karijere" i izjavio da je "do danas vjerojatno najbolji primjer ekstremne metal skupine koja se priklanja sjaju i šepurenju rocka, ali koja pritom ne gubi svoju ključnu žestinu." Internetski časopis The Metal Observer dao mu je 10 od 10 bodova i izjavio je da je skupina tim albumom napravila velik korak u glazbenom razvoju te da odbojne ilustracije i "patološki stihovi" pripadaju prošlosti. Recenzent je glazbu opisao "nekim oblikom death metala", ali je istaknuo da je melodičniji i pamtljiviji od pjesama s prijašnjih uradaka. Istaknuo je i da je produkcija "blaža" od one na prijašnjem albumu Necroticism – Descanting the Insalubrious, pretpostavivši da je razlog tomu težnja skupine za većim komercijalnim uspjehom. Sam Warren iz internetskog časopisa Tartarean Desire izjavio je da je Heartwork Carcassovo remek-djelo koje je odredilo nove standarde za death metal. Pohvalio je spoj oblika pjesama, pamtljivih melodija, grubih vokala i "bubnjanja oštrog poput britve" te rekao da bi svaki obožavatelj metala trebao posjedovati taj album.
U svibnju 2013. Heartwork je uvršten u dvoranu slavnih časopisa Decibel; time je postao stoti album koji je uvršten na taj popis i drugi Carcassov album koji se ondje pojavio (prvi je Necroticism).
Godine 2017. Rolling Stone postavio je Heartwork na 51. mjesto popisa "100 najboljih metal albuma svih vremena".

## Zasluge
| Carcass - Steer – gitara - Owen – bubnjevi - Walker – bas-gitara, vokali - Amott – gitara | Ostalo osoblje - Colin Richardson – produkcija - Keith Andrews – tonska obrada - Dave Buchanan – pomoćnik pri tonskoj obradi - Andrea Wright – pomoćnica pri tonskoj obradi - H. R. Giger – skulptura na naslovnici - Jurg Kümmer – fotografija - Andrew Tuohy – dizajn |